# インベーダー・ジム: フローパス計画
「インベーダー・ジム: フローパス計画」(原題: Invader Zim: Enter the Florpus) Netflixとニコロデオンが制作したアメリカ合衆国のアニメ映画であり、2019年8月16日に全世界のNetflixにて配信された。本作はニコロデオンのテレビアニメ『インベーダー・ジム』を原作としている。

## 物語
13年前にジムが地球を去って以来、地球は平和だった。しかし、ジムとガーは復讐を果たすべく地球へ戻り、ジムと因縁を持つディブ・メンブレンが迎え撃つ。

## キャスト
ジム
声優: 永澤菜教/リチャード・ホーヴィッツ
地球の破壊をもくろむエイリアン。
ガー
声優: 水田わさび/ローゼリク・リッキー・サイモンズ
ジムの相棒でピザと豚が大好きなミニロボット。
ディブ
声優: 喜田あゆ美/アンディ・バーマン
ジムが学校に転校してきた日、ジムが宇宙人であることを見破った少年。
ギャズ
声優: 七緒はるひ/メリッサ・ファーン
ディブの妹。ゲームが得意でピザが好き。兄ディブのことを厄介者扱いしている。
- その他の吹き替え: 花輪英司/大西健晴/佐治和也/烏田裕志/あきやまかおる/梶川翔平/石川栄一/岩橋由佳/今泉りおな/中野泰佑/林大地